# Łuna 8K72
Łuna 8K72 − typ jednej z pierwszych radzieckich rakiet nośnych. Rakieta jest zmodyfikowanym międzykontynentalnym rakietowym pociskiem balistycznym R-7 wyposażonym w dodatkowy stopień górny. Została ona użyta do wyniesienia pierwszych radzieckich sond księżycowych Łuna 1, Łuna 2 i Łuna 3. 8K72 występuje również pod innymi nazwami: A 1 (według nomenklatury Biblioteki Kongresu) i SL-3 (według amerykańskiego Ministerstwa Obrony), zaś numer ten przypisano również rakietom serii Wostok 8K72.

## Chronologia
1. 23 września 1958, ? GMT; s/n B1-3; miejsce startu: Bajkonur (LC1), Kazachstan
Ładunek: E-1 1; Uwagi: start nieudany – rakieta eksplodowała po 93 sekundach lotu z powodu drgań członów zerowych.
2. 11 października 1958, 08:42 GMT; s/n B1-4; miejsce startu: Bajkonur (LC1), Kazachstan
Ładunek: E-1 2; Uwagi: start nieudany – rakieta eksplodowała po 104 sekundach lotu z powodu drgań członów zerowych.
3. 4 grudnia 1958, ? GMT; s/n B1-5; miejsce startu: Bajkonur (LC1), Kazachstan
Ładunek: E-1 3; Uwagi: start nieudany – wyłączenie się silnika głównego w 245. sekundzie lotu z powodu utraty smarowania w pompie nadtlenku wodoru.
4. 2 stycznia 1959, 16:41:21 GMT; s/n B1-6; miejsce startu: Bajkonur (LC1), Kazachstan
Ładunek: Łuna 1; Uwagi: start udany
5. 18 czerwca 1959, 08:08 GMT; s/n I1-7; miejsce startu: Bajkonur (LC1), Kazachstan
Ładunek: E-1A 5; Uwagi: start nieudany – awaria systemu bezwładnościowego w 153. sekundzie lotu. Rakieta została zdalnie zniszczona ze względów bezpieczeństwa.
6. 12 września 1959, 06:39:42 GMT; s/n I1-7B; miejsce startu: Bajkonur (LC1), Kazachstan
Ładunek: Łuna 2; Uwagi: start udany
7. 4 października 1959, 00:43:39 GMT; s/n I1-8; miejsce startu: Bajkonur (LC1), Kazachstan
Ładunek: Łuna 3; Uwagi: start udany
8. 15 kwietnia 1960, 15:06:45 GMT; s/n L1-9; miejsce startu: Bajkonur (LC1), Kazachstan
Ładunek: E-3 1; Uwagi: start nieudany – silnik 3. stopnia osiągnął niepełny ciąg lub przedwcześnie się wyłączył – uzyskano trajektorię balistyczną.
9. 16 kwietnia 1960, 16:07:41 GMT; s/n L1-9A; miejsce startu: Bajkonur (LC1), Kazachstan
Ładunek: E-3 2; Uwagi: start nieudany – drugi człon dodatkowy osiągnął przy zapłonie tylko 3/4 ciągu. Cztery dziesiąte sekundy po starcie oderwał się od reszty rakiety i eksplodował. Po utracie ciągu pozostałe człony dodatkowe również się oddzieliły i poleciały ponad stacjami śledzenia i terenami zamieszkanymi. Człony główne kontynuowały lot.